# 貝特瓦河

印度的主要河流

貝特瓦河（Betwa），又名貝特拉瓦蒂河（Betravati）、維特拉瓦蒂河（Vetravati），是印度北部的一條河流，為亞穆納河支流。發源於溫迪亞山脈，大約在中央邦的霍斯杭格阿巴德北方處。幹流向東北流，經奧拉奇哈流入北方邦境內。大約全程河道的一半流經摩臘婆高原，屬於無法航行的河段。貝特瓦河最終於北方邦哈密爾普爾縣的哈米普爾注入亞穆納河。

## 外部連結
- Betwa River （页面存档备份，存于）
- Ken-Betwa river link project to cost Rs 4,500 cr Business Line
- Chisholm, Hugh (编). .  3 (第11版). London: Cambridge University Press. 1911.